# Vihanti kyrkoby
Vihanti kyrkoby (finska: Vihannin kirkonkylä) är en tätort i Brahestads stad (kommun) i landskapet Norra Österbotten i Finland. Vid tätortsavgränsningen den 31 december 2021 hade Vihanti kyrkoby 1 041 invånare och omfattade en landareal av 3,48 kvadratkilometer.
Tätorten har en järnvägsstation och Österbottenbanan går rakt igenom samhället. Ett sidospår benämnt Ristonahobanan gick till Outokumpu Abps gruva i Lampinsaari söder om Vihanti kyrkoby 1954-1992.
Före Vihanti inkorporerades i Brahestads stad 2013, låg tätorten i Vihanti kommun där den utgjorde kommunens centralort.

## Referenser

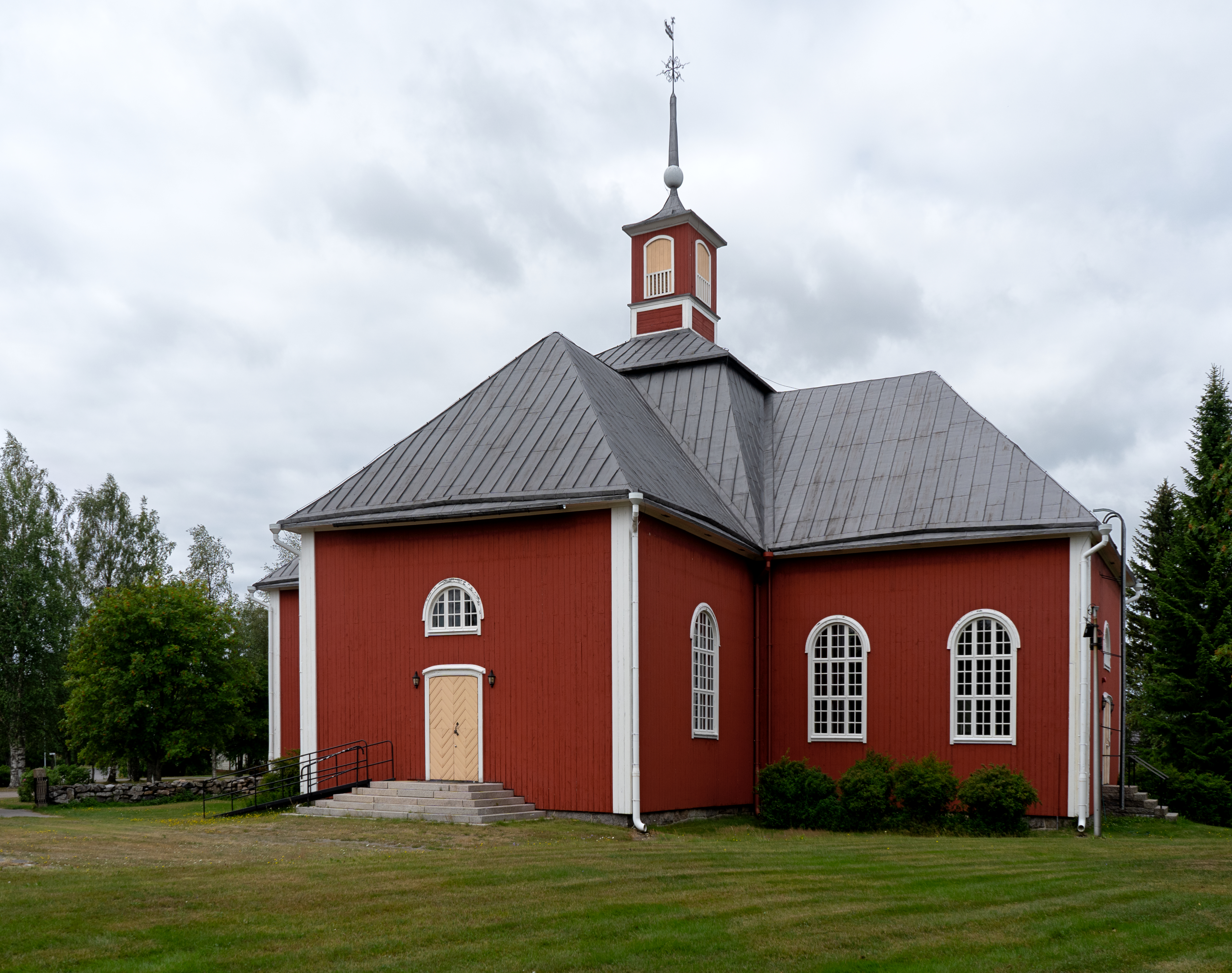
Vihanti kyrka.

## Befolkningsutveckling
| Befolkningsutvecklingen i Vihanti kyrkoby 1960–2021 | Befolkningsutvecklingen i Vihanti kyrkoby 1960–2021 | Befolkningsutvecklingen i Vihanti kyrkoby 1960–2021 | Befolkningsutvecklingen i Vihanti kyrkoby 1960–2021 | Befolkningsutvecklingen i Vihanti kyrkoby 1960–2021 |
| --------------------------------------------------- | --------------------------------------------------- | --------------------------------------------------- | --------------------------------------------------- | --------------------------------------------------- |
|                                                     |                                                     |                                                     |                                                     |                                                     |
| År                                                  |                                                     |                                                     | Folkmängd                                           | Landareal (km²)                                     |
| 1960                                                | 1960                                                |                                                     | 737                                                 | 4,35                                                |
| 1970                                                | 1970                                                |                                                     | 946                                                 | 4,35                                                |
| 1980                                                | 1980                                                |                                                     | 1 236                                               | 4,8                                                 |
| 1985                                                | 1985                                                |                                                     | 1 480                                               |                                                     |
| 1990                                                | 1990                                                |                                                     | 1 514                                               | 3,9                                                 |
| 1995                                                | 1995                                                |                                                     | 1 506                                               | 4,1                                                 |
| 2000                                                | 2000                                                |                                                     | 1 423                                               | 3,5                                                 |
| 2005                                                | 2005                                                |                                                     | 1 323                                               | 3,6                                                 |
| 2010                                                | 2010                                                |                                                     | 1 250                                               | 3,25                                                |
| 2015                                                | 2015                                                |                                                     | 1 151                                               | 3,47                                                |
| 2020                                                | 2020                                                |                                                     | 1 034                                               | 3,48                                                |
| 2021                                                | 2021                                                |                                                     | 1 041                                               | 3,48                                                |
| Anm.: 1960-1990 som Kyrkby (Vihanti).               |                                                     |                                                     |                                                     |                                                     |